# تشارلز موريس (سياسي)
تشارلز موريس هو سياسي كندي، ولد في 18 نوفمبر 1759، وتوفي في 17 ديسمبر 1831. انتخب عضو مجلس نواب نوفا سكوتيا عن دائرة Halifax County, Nova Scotia ‏ (1788 – 1793).